# Kecskeméti TE
Maillots
Le Kecskeméti Testedző Egyesület, plus couramment appelé Kecskeméti TE est un club de football hongrois basé à Kecskemét et fondé en 1911. L'équipe première joue ses matchs au Széktói Stadion d'une capacité de 6 300 places. Ses couleurs sont le pourpre et le blanc.

## Historique
Le club est fondé le 11 juin 1911.
Le Kecskeméti TE est rétrogradé administrativement à l'issue de la saison 2014-2015.
Le club est promu en deuxième division en étant sacré champion de troisième division en 2020-2021. Un an plus tard, les pourpres et blancs valident une deuxième promotion consécutive, le Kecskeméti TE terminant deuxième du championnat à l'issue de la saison 2021-2022 et retrouvant ainsi l'élite du football hongrois, sept ans après l'avoir quittée.
Plus petit budget de la première division hongroise lors de la saison 2022-2023, le Kecskeméti TE crée la sensation en réussissant à se classer deuxième du championnat au terme de cet exercice. Il s'agit d'un record pour le club, qui jusqu'ici n'avait jamais réussi à se positionner au-delà de la cinquième place. C'est aussi seulement la cinquième fois dans l'histoire du championnat hongrois, en 120 ans d'existence, qu'un promu parvient à se hisser sur le podium.

### Dates clés
- 1911 : fondation du club sous le nom de Kecskeméti Testedző Egyesület
- 1999 : fusion avec le Kecskeméti TE en Kecskeméti SC
- 2008 : 1re participation à la 1re division (saison 2008/2009)

## Bilan sportif

### Palmarès
- Championnat de Hongrie :
  - Vice-champion : 2023

- Coupe de Hongrie :
  - Vainqueur : 2011

- Supercoupe de Hongrie :
  - Finaliste : 2011

- Championnat de Hongrie de deuxième division :
  - Champion : 2008
  - Vice-champion : 1960 (Est), 2001 (Est), 2022

### Bilan européen
Note : dans les résultats ci-dessous, le score du club est toujours donné en premier
| Saison    | Compétition             | Tour            | Club      | Domicile | Extérieur | Total  |
| --------- | ----------------------- | --------------- | --------- | -------- | --------- | ------ |
| 2011-2012 | Ligue Europa            | Deuxième tour Q | FK Aktobe | 1 - 1    | 0 - 0     | 1 - 1E |
| 2023-2024 | Ligue Europa Conférence | Deuxième tour Q | Riga FC   | 2 - 1    | 1 - 3 ap  | 3 - 4  |

Légende
- Victoire ou qualification pour le tour suivant
- Match nul
- Défaite ou élimination de la compétition

## Anciens entraîneurs
- Gabala Ferenc (2001–02)
- József Kiprich (2002–03)
- Ioan Pătrașcu (2003–04)
- Leskó Zoltán (2004–05)
- Ferenc Horváth (2012–13)